# Burg Beynes (Yvelines)

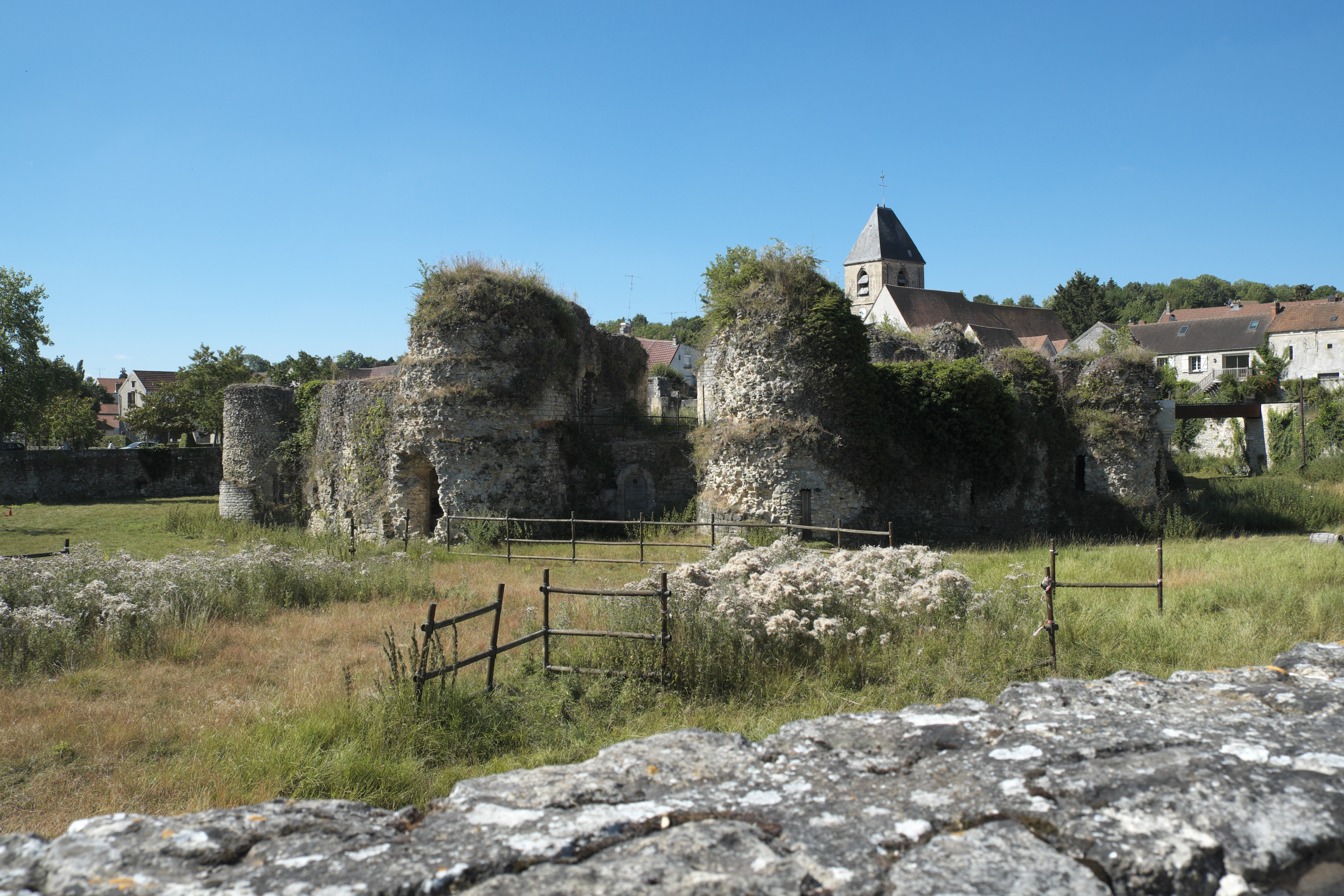
Burgruine in Beynes

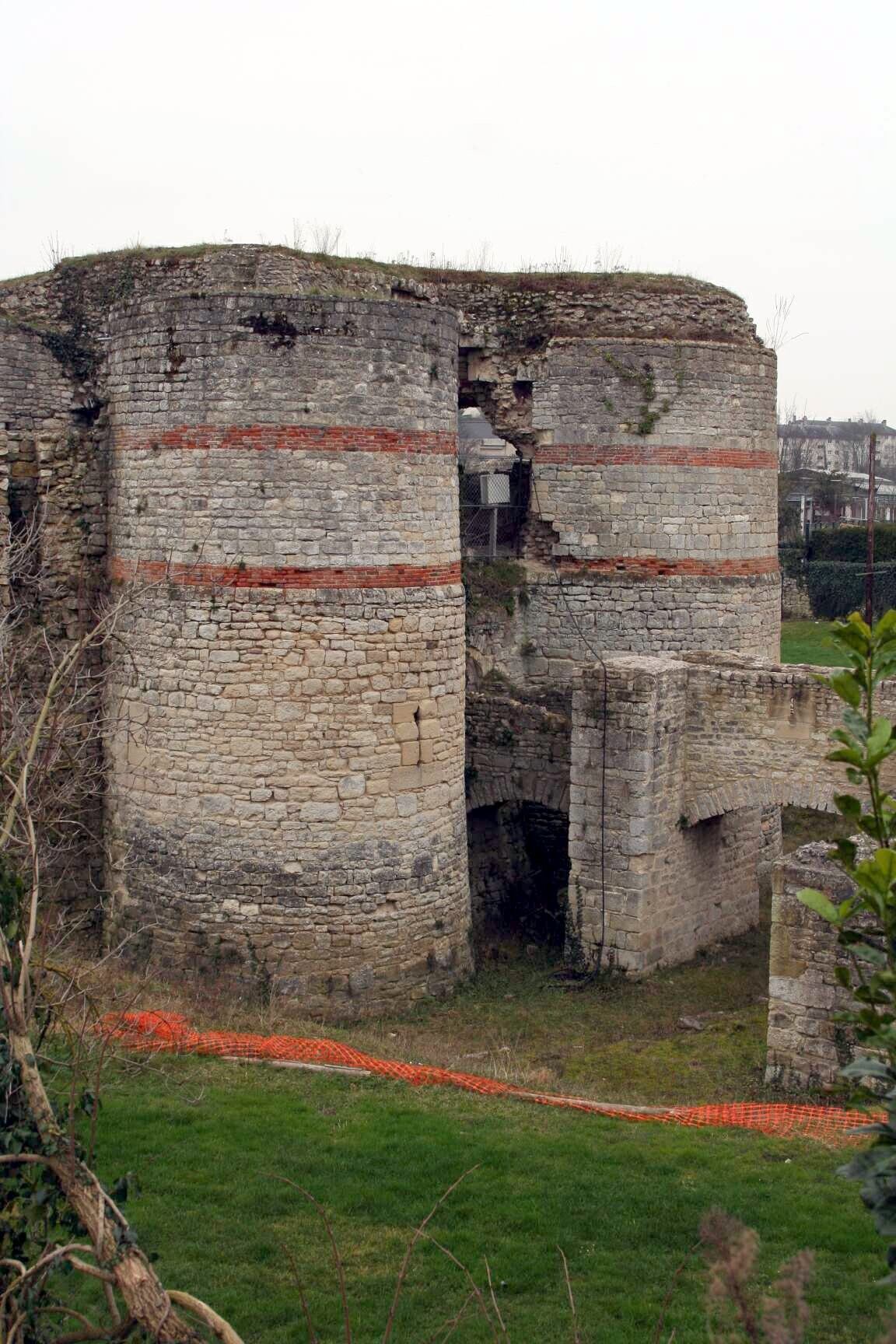
Westansicht der Burg

Die Burg in Beynes, einer französischen Gemeinde im Département Yvelines der Region Île-de-France, wurde ab 1073 errichtet. Die Reste der Burg sind seit 2014 als Monument historique geschützt.

## Bauwerk
Die Burg hat einen kreisförmigen Grundriss, der die Form des Burghügels aus dem 11. Jahrhundert nachbildet. Sie wird von einem Weg durchquert, der zu zwei Hauptgebäuden führt. Sie war von einem Wassergraben umgeben und ihre Zugbrücke wurde durch eine Barbakane geschützt, die heute restauriert ist.

## Geschichte
Die Anlage diente ursprünglich der Westverteidigung des königlichen Besitzes, hauptsächlich im Hundertjährigen Krieg gegen die Engländer. Mit der Ausdehnung des Königreichs verlor sie diese Bedeutung. Die Burganlage wurde im 14. Jahrhundert von Robert d’Estouteville umgebaut, dabei wurde der Donjon abgerissen. 1536 übergab König Heinrich II. die Burg an seine Mätresse, Diana von Poitiers. Diese erweiterte die Burg mit dem Bau eines neuen Hauses durch den Architekten Philibert de l’Orme. Das Haus gehört zu den ersten dokumentierten Gebäuden mit einem Dachstuhl aus Brettschichtholz. Nach dem Verfall der Burg erwarb sie 1976 die Gemeinde Beynes und legte die verschüttete Anlage frei.